# Order Wolności Republiki Słowenii

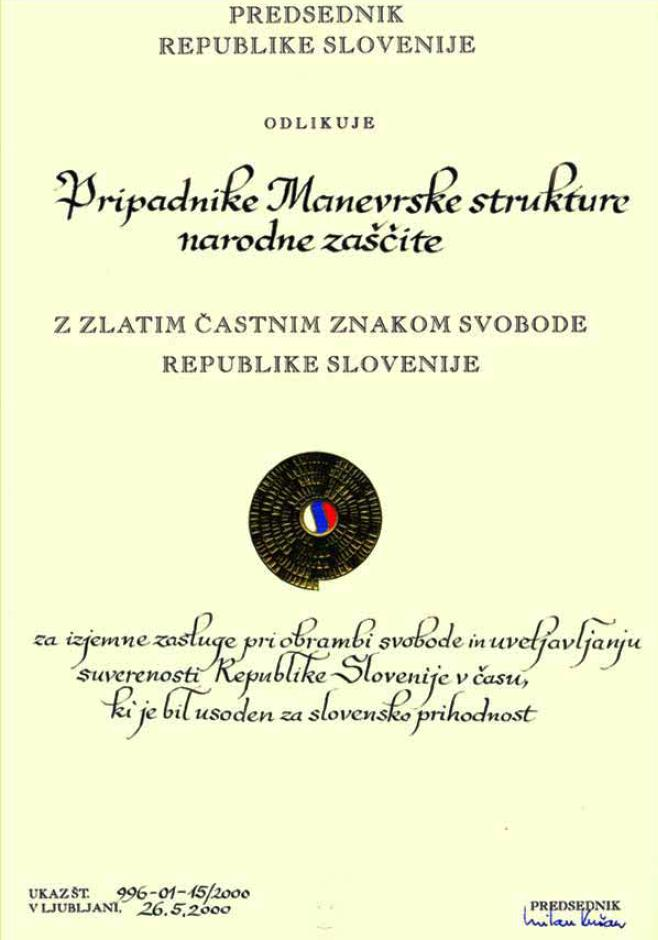
Certyfikat nadania odznaczenia

Order Wolności Republiki Słowenii (słoweń. Častni znak svobode Republike Slovenije) – najwyższe trójstopniowe odznaczenie Republiki Słowenii ustanowione w 1992 roku. Order przyznawany jest przez prezydenta Słowenii za wyjątkowe zasługi na rzecz obrony wolności i zachowania suwerenności Republiki Słowenii.

## Ustanowienie
Order Wolności Republiki Słowenii został wprowadzony ustawą z dnia 13 maja 1992 roku. Jest nadawany przez prezydenta Słowenii na wniosek organów państwowych, jednostek samorządu terytorialnego, organizacji, obywateli i z własnej inicjatywy zarówno obywatelom, instytucjom, jednostkom, firmom i organizacjom, jak i obcokrajowcom, organizacjom zagranicznym i międzynarodowym. Może być też przyznany pośmiertnie. Zgodnie z ustawą z 1992 roku order przyznawany był za:
- heroizm w ochronie wolności Republiki Słowenii,
- wyjątkowe zasługi w uzyskaniu i obronie niezależności i suwerenności Republiki Słowenii,
- osobistą odwagę i poświęcenie w ratowaniu i ochronie życia ludzkiego i dóbr materialnych[a],
- zasługi i osobisty wkład w nawiązywanie, rozwijanie i wzmacnianie stosunków międzynarodowych, które przyczyniły się do uznania i promocji Republiki Słowenii,[a].
- zasługi w innych dziedzinach życia i pracy związanych z suwerennością Republiki Słowenii[a].

W 1995 ustawa wprowadzająca order zasługi utrzymała Order Wolności jako najwyższe odznaczenie Słowenii, natomiast wprowadzona w 2004 roku poprawka tej ustawy ograniczyła nadawanie orderu, przyznając go odtąd jedynie za obronę wolności i zachowanie suwerenności oraz działaniami na rzecz niepodległości Słowenii.
Od początku ustanowienia order podzielony jest na trzy stopnie:
1. Zlati častni znak svobode RS (Złoty Order Wolności Republiki Słowenii),
2. Srebrni častni znak svobode RS (Srebrny Order Wolności Republiki Słowenii),
3. Častni znak svobode RS (Order Wolności Republiki Słowenii).

## Odznaka
Odznaka orderu ma formę spirali o średnicy 40 mm powstałej w wyniku skręcenia paska szerokości 2,5 mm. Pośrodku umieszczona jest emaliowana płytka w barwach flagi Słowenii. W stopniu złotym odznaka w całości wykonana jest z pozłacanego metalu, w stopniu srebrny spirala wykonana jest z metalu posrebrzanego, natomiast emaliowana środkowa płytka z pozłacanego metalu. Odznaka trzeciej klasy w całości wykonana jest z posrebrzanego metalu. Odznaka Złotego Orderu zawieszona jest na niebieskiej wstędze (o szerokości 27 mm) z trzema paskami pośrodku w kolorach flagi i noszona na szyi, pozostałych dwóch stopni odznaka noszona jest na lewej piersi bez wstążki.
Odznakę można zastąpić metalową plakietką w formie prostokąta o wymiarach 4 x 36 mm. W jej środkowej części o szerokości 14 mm umieszczone są trzy emaliowane kwadraty o bokach 3 mm w kolorach flagi. Plakietka stopnia złotego wykonana jest w całości z pozłacanego metalu. W stopniu srebrnym plakietka jest posrebrzana, natomiast jej środkowa część pozłacana, a w przypadku trzeciego stopnia w całości posrebrzana. Plakietki wszystkich trzech stopni noszone są na lewej piersi.
Poza odznaką i plakietką odznaczonemu wręcza się certyfikat w formacie 420 x 295 mm zawierający imię i nazwisko osoby odznaczonej, rodzaj dekoracji, opis zasług, numer i datę zarządzenia oraz odręczny podpis prezydenta. Na certyfikacie umieszczony jest również graficzne przedstawienie odznaki i herb Słowenii.
| Plakietki Orderu Wolności Republiki Słowenii | Plakietki Orderu Wolności Republiki Słowenii | Plakietki Orderu Wolności Republiki Słowenii |
| -------------------------------------------- | -------------------------------------------- | -------------------------------------------- |
| Złoty Order Wolności Republiki Słowenii      | Srebrny Order Wolności Republiki Słowenii    | Order Wolności Republiki Słowenii            |

## Odznaczeni
Orderem Wolności został udekorowany m.in. w 2003 roku były prezydent Słowenii Milan Kučan, a także 17 głów obcych państw oraz podmiotów prawa międzynarodowego (w stopniu złotym) :
- Francesco Cossiga – prezydent Włoch (1992),
- Václav Havel – prezydent Czech (1993),
- Andrew Bertie – wielki mistrz Zakonu Maltańskiego (1997),
- Lennart Meri – prezydent Estonii (1997),
- Árpád Göncz – prezydent Węgier (1997),
- Konstandinos Stefanopulos – prezydent Grecji (1999),
- Jorge Sampaio – prezydent Portugalii (2000),
- Małgorzata II – królowa Danii (2001),
- Elżbieta II – królowa Wielkiej Brytanii (2001)
- Abd Allah II ibn Husajn – król Jordanii (2002),
- Vaira Vīķe-Freiberga – prezydent Łotwy (2002),
- Nursułtan Nazarbajew – prezydent Kazachstanu (2002),
- Jan Karol I Burbon – król Hiszpanii (2002),
- Ion Iliescu – prezydent Rumunii (2002),
- Aleksander Kwaśniewski – prezydent Polski (2002),
- Guido de Marco – prezydent Malty (2002),
- Rudolf Schuster – prezydent Słowacji (2003).

Aleksander Kwaśniewski jest jedynym Polakiem odznaczonym tym orderem .

## Statystyki
| Prezydent | Prezydent      | Okres urzędowania      | Rok   | Liczba nadań | Liczba nadań | Liczba nadań                            | Liczba nadań                              | Liczba nadań                      | Dane szczegółowe                        | Dane szczegółowe                          | Dane szczegółowe                  | Dane szczegółowe                        | Dane szczegółowe                          | Dane szczegółowe                  | Dane szczegółowe                        | Dane szczegółowe                          | Dane szczegółowe                  |
| Prezydent | Prezydent      | Okres urzędowania      | Rok   | Liczba nadań | Liczba nadań | Liczba nadań                            | Liczba nadań                              | Liczba nadań                      | Żyjącym                                 | Żyjącym                                   | Żyjącym                           | Pośmiertnie                             | Pośmiertnie                               | Pośmiertnie                       | Instytucjom                             | Instytucjom                               | Instytucjom                       |
| Prezydent | Prezydent      | Okres urzędowania      | Rok   | Razem        | Razem        | Złoty Order Wolności Republiki Słowenii | Srebrny Order Wolności Republiki Słowenii | Order Wolności Republiki Słowenii | Złoty Order Wolności Republiki Słowenii | Srebrny Order Wolności Republiki Słowenii | Order Wolności Republiki Słowenii | Złoty Order Wolności Republiki Słowenii | Srebrny Order Wolności Republiki Słowenii | Order Wolności Republiki Słowenii | Złoty Order Wolności Republiki Słowenii | Srebrny Order Wolności Republiki Słowenii | Order Wolności Republiki Słowenii |
| --------- | -------------- | ---------------------- | ----- | ------------ | ------------ | --------------------------------------- | ----------------------------------------- | --------------------------------- | --------------------------------------- | ----------------------------------------- | --------------------------------- | --------------------------------------- | ----------------------------------------- | --------------------------------- | --------------------------------------- | ----------------------------------------- | --------------------------------- |
|           | Milan Kučan    | 23.12.1991– 22.12.2002 | 1992  | 746          | 142          | 17                                      | 19                                        | 106                               | 15                                      | 11                                        | 92                                | 0                                       | 1                                         | 11                                | 2                                       | 7                                         | 3                                 |
| 1993      | Milan Kučan    | 23.12.1991– 22.12.2002 | 24    | 746          | 5            | 10                                      | 9                                         | 3                                 | 10                                      | 9                                         | 0                                 | 0                                       | 0                                         | 2                                 | 0                                       | 0                                         |                                   |
| 1994      | Milan Kučan    | 23.12.1991– 22.12.2002 | 54    | 746          | 1            | 12                                      | 41                                        | 0                                 | 7                                       | 39                                        | 0                                 | 1                                       | 0                                         | 1                                 | 4                                       | 2                                         |                                   |
| 1995      | Milan Kučan    | 23.12.1991– 22.12.2002 | 48    | 746          | 8            | 13                                      | 27                                        | 7                                 | 9                                       | 20                                        | 1                                 | 0                                       | 1                                         | 0                                 | 4                                       | 6                                         |                                   |
| 1996      | Milan Kučan    | 23.12.1991– 22.12.2002 | 79    | 746          | 11           | 30                                      | 38                                        | 7                                 | 28                                      | 32                                        | 2                                 | 0                                       | 0                                         | 2                                 | 2                                       | 6                                         |                                   |
| 1997      | Milan Kučan    | 23.12.1991– 22.12.2002 | 55    | 746          | 20           | 8                                       | 27                                        | 5                                 | 7                                       | 23                                        | 9                                 | 0                                       | 0                                         | 6                                 | 1                                       | 4                                         |                                   |
| 1998      | Milan Kučan    | 23.12.1991– 22.12.2002 | 44    | 746          | 5            | 5                                       | 34                                        | 2                                 | 0                                       | 29                                        | 0                                 | 1                                       | 1                                         | 3                                 | 4                                       | 4                                         |                                   |
| 1999      | Milan Kučan    | 23.12.1991– 22.12.2002 | 48    | 746          | 5            | 8                                       | 35                                        | 4                                 | 6                                       | 30                                        | 0                                 | 0                                       | 0                                         | 1                                 | 2                                       | 5                                         |                                   |
| 2000      | Milan Kučan    | 23.12.1991– 22.12.2002 | 46    | 746          | 3            | 10                                      | 33                                        | 1                                 | 10                                      | 25                                        | 0                                 | 0                                       | 1                                         | 2                                 | 0                                       | 7                                         |                                   |
| 2001      | Milan Kučan    | 23.12.1991– 22.12.2002 | 81    | 746          | 11           | 12                                      | 58                                        | 7                                 | 12                                      | 53                                        | 0                                 | 0                                       | 0                                         | 4                                 | 0                                       | 5                                         |                                   |
| 2002      | Milan Kučan    | 23.12.1991– 22.12.2002 | 125   | 746          | 11           | 19                                      | 95                                        | 10                                | 19                                      | 87                                        | 0                                 | 0                                       | 3                                         | 1                                 | 0                                       | 5                                         |                                   |
|           | Janez Drnovšek | 22.12.2002–23.12.2007  | 2003  | 74           | 16           | 5                                       | 2                                         | 9                                 | 5                                       | 0                                         | 6                                 | 0                                       | 0                                         | 0                                 | 0                                       | 2                                         | 3                                 |
| 2004      | Janez Drnovšek | 22.12.2002–23.12.2007  | 30    | 74           | 6            | 8                                       | 16                                        | 2                                 | 8                                       | 15                                        | 0                                 | 0                                       | 0                                         | 4                                 | 0                                       | 1                                         |                                   |
| 2005      | Janez Drnovšek | 22.12.2002–23.12.2007  | 19    | 74           | 2            | 8                                       | 9                                         | 0                                 | 8                                       | 9                                         | 0                                 | 0                                       | 0                                         | 2                                 | 0                                       | 0                                         |                                   |
| 2006      | Janez Drnovšek | 22.12.2002–23.12.2007  | 9     | 74           | 1            | 0                                       | 8                                         | 0                                 | 0                                       | 8                                         | 0                                 | 0                                       | 0                                         | 1                                 | 0                                       | 0                                         |                                   |
| 2007      | Janez Drnovšek | 22.12.2002–23.12.2007  | 0     | 74           | 0            | 0                                       | 0                                         | 0                                 | 0                                       | 0                                         | 0                                 | 0                                       | 0                                         | 0                                 | 0                                       | 0                                         |                                   |
|           | Danilo Türk    | 23.12.2007–22.12.2012  | 2008  | 0            | 0            | 0                                       | 0                                         | 0                                 | 0                                       | 0                                         | 0                                 | 0                                       | 0                                         | 0                                 | 0                                       | 0                                         | 0                                 |
| 2009      | Danilo Türk    | 23.12.2007–22.12.2012  | 0     | 0            | 0            | 0                                       | 0                                         | 0                                 | 0                                       | 0                                         | 0                                 | 0                                       | 0                                         | 0                                 | 0                                       | 0                                         |                                   |
| 2010      | Danilo Türk    | 23.12.2007–22.12.2012  | 0     | 0            | 0            | 0                                       | 0                                         | 0                                 | 0                                       | 0                                         | 0                                 | 0                                       | 0                                         | 0                                 | 0                                       | 0                                         |                                   |
| 2011      | Danilo Türk    | 23.12.2007–22.12.2012  | 0     | 0            | 0            | 0                                       | 0                                         | 0                                 | 0                                       | 0                                         | 0                                 | 0                                       | 0                                         | 0                                 | 0                                       | 0                                         |                                   |
| 2012      | Danilo Türk    | 23.12.2007–22.12.2012  | 0     | 0            | 0            | 0                                       | 0                                         | 0                                 | 0                                       | 0                                         | 0                                 | 0                                       | 0                                         | 0                                 | 0                                       | 0                                         |                                   |
|           | Borut Pahor    | 22.12.2012–nadal       | 2013  | 19           | 0            | 0                                       | 0                                         | 0                                 | 0                                       | 0                                         | 0                                 | 0                                       | 0                                         | 0                                 | 0                                       | 0                                         | 0                                 |
| 2014      | Borut Pahor    | 22.12.2012–nadal       | 0     | 19           | 0            | 0                                       | 0                                         | 0                                 | 0                                       | 0                                         | 0                                 | 0                                       | 0                                         | 0                                 | 0                                       | 0                                         |                                   |
| 2015      | Borut Pahor    | 22.12.2012–nadal       | 0     | 19           | 0            | 0                                       | 0                                         | 0                                 | 0                                       | 0                                         | 0                                 | 0                                       | 0                                         | 0                                 | 0                                       | 0                                         |                                   |
| 2016      | Borut Pahor    | 22.12.2012–nadal       | 18    | 19           | 0            | 0                                       | 18                                        | 0                                 | 0                                       | 15                                        | 0                                 | 0                                       | 2                                         | 0                                 | 0                                       | 1                                         |                                   |
| 2017      | Borut Pahor    | 22.12.2012–nadal       | 0     | 19           | 0            | 0                                       | 0                                         | 0                                 | 0                                       | 0                                         | 0                                 | 0                                       | 0                                         | 0                                 | 0                                       | 0                                         |                                   |
| 2018      | Borut Pahor    | 22.12.2012–nadal       | 0     | 19           | 0            | 0                                       | 0                                         | 0                                 | 0                                       | 0                                         | 0                                 | 0                                       | 0                                         | 0                                 | 0                                       | 0                                         |                                   |
| 2019      | Borut Pahor    | 22.12.2012–nadal       | 1     | 19           | 0            | 0                                       | 1                                         | 0                                 | 0                                       | 0                                         | 0                                 | 0                                       | 0                                         | 0                                 | 0                                       | 1                                         |                                   |
| RAZEM     | RAZEM          | RAZEM                  | RAZEM | 839          | 839          | 111                                     | 164                                       | 564                               | 68                                      | 135                                       | 492                               | 12                                      | 3                                         | 19                                | 31                                      | 26                                        | 53                                |